# Zaleszczotki Japonii
Zaleszczotki Japonii – ogół taksonów pajęczaków z rzędu zaleszczotków (Pseudoscorpiones), których występowanie stwierdzono na terytorium Japonii.
Do 2021 roku z terenu Japonii wykazano 68 gatunków zaleszczotków należących do 15 rodzin.

## Podrząd:Epiocheirata

### Nadrodzina:Chthonioidea

#### Rodzina:Chthoniidae
Z Japonii podano następujące gatunki:
- Lagynochthonius nagaminei
- Mundochthonius itohi
- Mundochthonius japonicus
- Mundochthonius kiyoshii
- Paraliochthonius takashimai
- Tyrannochthonius chihayanus
- Tyrannochthonius japonicus
- Tyrannochthonius similidentatus

#### Rodzina:Lechytiidae
Z Japonii podano tylko jeden gatunek:
- Lechytia sakagamii

#### Rodzina:Pseudotyrannochthoniidae
Z Japonii podano następujące gatunki:
- Allochthonius biocularis
- Allochthonius borealis
- Allochthonius ishikawai
- Allochthonius kinkaiensis
- Allochthonius montanus
- Allochthonius opticus
- Allochthonius shintoisticus
- Allochthonius tamurai
- Pseudotyrannochthonius kobayashii
- Pseudotyrannochthonius kubotai
- Pseudotyrannochthonius undecimclavatus

#### Rodzina:Tridenchthoniidae
Z Japonii podano następujące gatunki:
- Ditha marcusensis
- Ditha ogasawarensis

## Podrząd:Iocheirata

### Nadrodzina:Cheiridioidea

#### Rodzina:Cheiridiidae
Z Japonii podano następujące gatunki:
- Apocheiridium pinium
- Cheiridium aokii
- Cheiridium minor

### Nadrodzina:Cheliferoidea

#### Rodzina:Atemnidae
Z Japonii podano następujące gatunki:
- Oratemnus samoanus
- Paratemnoides japonicus
- Paratemnoides philippinus

#### Rodzina:Cheliferidae
Z Japonii podano następujące gatunki:
- Chelifer cancroides
- Dactylochelifer shinkaii
- Kashimachelifer cinnamomeus
- Lophochernes bicarinatus
- Lophochernes sauteri

#### Rodzina:Chernetidae
Z Japonii podano następujące gatunki:
- Allochernes ginkgoanus
- Allochernes japonicus
- Haplochernes boncicus
- Haplochernes boninensis
- Hesperochernes shinjoensis
- Lamprochernes savignyi
- Megachernes ryugadensis
- Metagoniochernes tomiyamai

#### Rodzina:Withiidae
Z Japonii podano tylko:
- Withius japonicus

### Nadrodzina:Garypoidea

#### Rodzina:Garypidae
Z Japonii podano tylko:
- Garypus japonicus

#### Rodzina:Garypinidae
Z Japonii podano następujące gatunki:
- Amblyolpium japonicum
- Solinus japonicus

#### Rodzina:Geogarypidae
Z Japonii podano tylko:
- Geogarypus longidigitatus

#### Rodzina:Olpiidae
Z Japonii podano następujące gatunki:
- Beierolpium oceanicum
- Nipponogarypus enoshimaensis

### Nadrodzina:Neobisioidea

#### Rodzina:Neobisiidae
Z Japonii podano następujące gatunki:
- Bisetocreagris brevidigitata
- Bisetocreagris japonica
- Bisetocreagris pygmaea
- Halobisium orientale
- Microbisium pygmaeum
- Microcreagris ezoensis
- Microcreagris macropalpus
- Microcreagris microdivergens
- Microcreagris pseudoformosa
- Parobisium anagamidense
- Parobisium flexifemoratum
- Parobisium imperfectum
- Parobisium magnum

#### Rodzina:Syarinidae
Z Japonii podano następujące gatunki:
- Pararoncus chamberlini
- Pararoncus histrionicus
- Pararoncus japonicus
- Pararoncus oinuanensis
- Pararoncus rakanensis
- Pararoncus uenoi
- Pararoncus yosii